# 田头镇
田头镇，是中华人民共和国江西省赣州市宁都县下辖的一个乡镇级行政单位。

## 行政区划
田头镇下辖以下地区：
田兴社区、田头村、边斜村、南必村、璜山村、坪上村、渡头村、璜坊村、江背村、车头村、白沙村、琵琶村、孙屋村、村头村、迳头村和松山村。